# گولگ (چین)
گولگ (به لاتین: Golag) یک منطقهٔ مسکونی در جمهوری خلق چین است که در منطقه خودمختار تبت واقع شده‌است. گولگ ۲۹۷۷ نفر جمعیت دارد.